# 멜버른 수족관

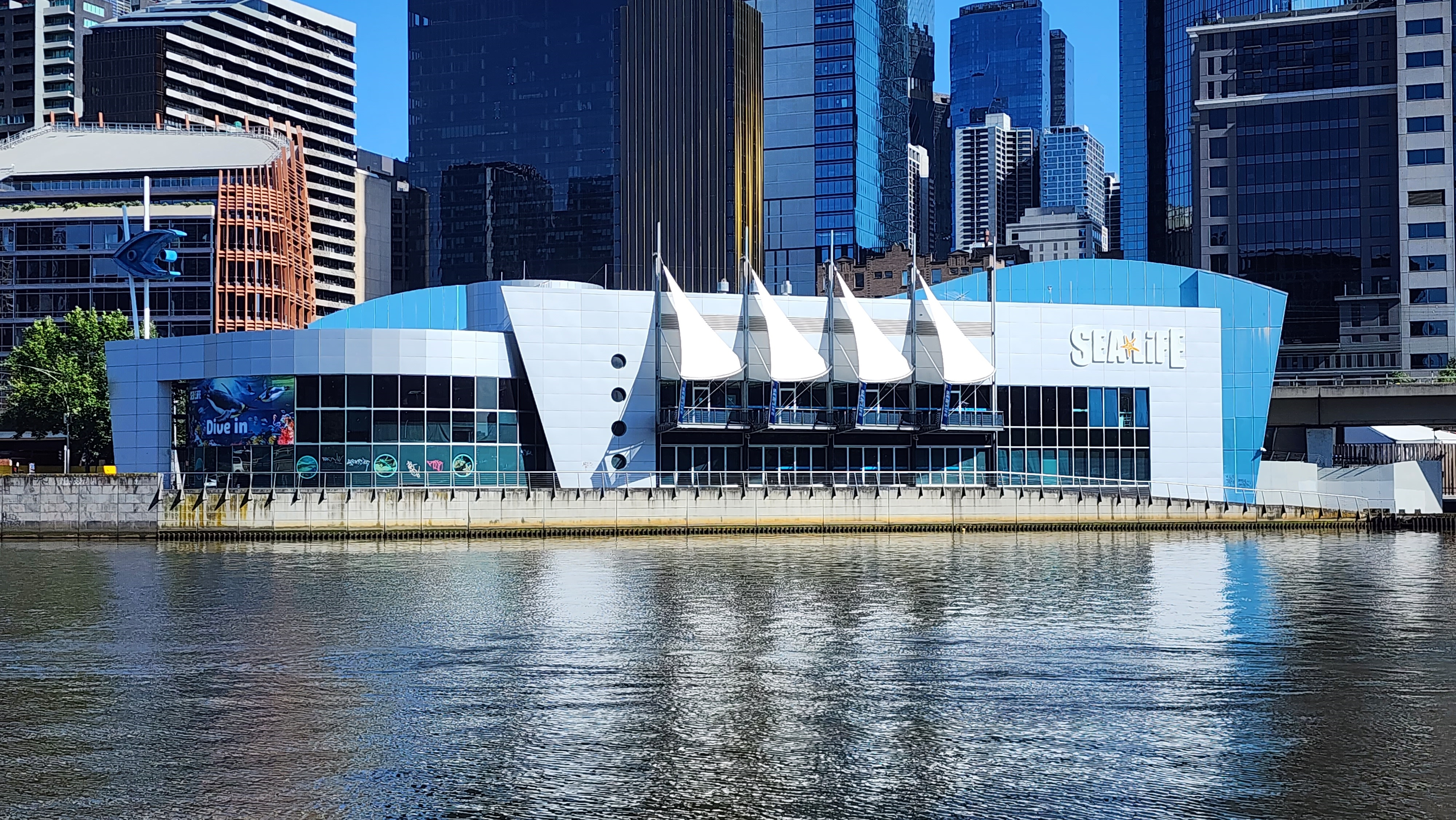
멜버른 수족관

멜버른 수족관(Melbourne Aquarium)은 오스트레일리아 멜버른에 위치한 수족관이다.

## 같이 보기
- 멜버른 동물원